# Elysia chlorotica
Elysia chlorotica là một loài sên biển cỡ trung, thuộc ngành động vật thân mềm, lớp chân bụng, bộ opisthobranchia.
Hình dạng loài này tương tự với các cá thể trong nudibranch, nhưng nó không được xếp vào phân bộ này. Thay vào đó nó là thành viên của một phân bộ gần hơn, sacoglossa.

## Mô tả
Loài này thường có màu lục nhạt, nhưng có thể hoá đỏ hay xám, trên thân có những chấm nhỏ đỏ và trắng. Phần viền thân và chi giống lá rau diếp, nhưng không xếp xoắn như các loài cùng họ Elysia crispata. E. chlorotica có phần thân dài tối đa 45 mm, được tìm thấy dọc bờ Bắc Mỹ, từ Nova Scotia cho đến Florida.

## Tập tính sống
Loài sên ven biển này có quan hệ sống cận bào với bào quan lục lạp của tảo Vaucheria litorea. Loài E. chlorotica thu nạp lục lạp bằng cách ăn tảo, tích trữ trong tế bào vách ruột; rồi sử dụng chúng tạo sản phẩm trong quá trình quang hóa. Mặc dù lục lạp tồn tại suốt vòng đời của loài thân mềm này (xấp xỉ 8-10 tháng), nhưng chúng không có khả năng truyền lại cho thế hệ con cái.

## Hình ảnh

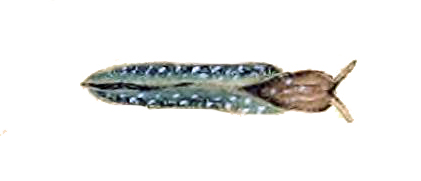
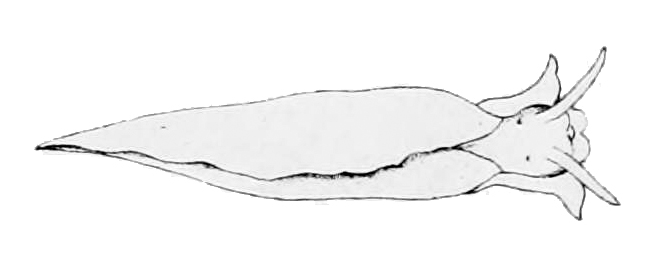